# Округ Фејет (Алабама)
Округ Фејет (енгл. Fayette County) је округ у америчкој савезној држави Алабама. По попису из 2010. године број становника је 17.241. Седиште округа је град Фејет.

## Демографија
Према попису становништва из 2010. у округу је живело 17.241 становника, што је 1.254 (6,8%) становника мање него 2000. године.
| Група             | 2000.          | 2010.          |
| Белци             | 15.994 (86,5%) | 14.832 (86,0%) |
| Афроамериканци    | 2.207 (11,9%)  | 1.969 (11,4%)  |
| Азијати           | 28 (0,2%)      | 37 (0,2%)      |
| Хиспаноамериканци | 152 (0,8%)     | 204 (1,2%)     |
| Укупно            | 18.495         | 17.241         |